# Королаз
Королаз (Climacteris) — рід горобцеподібних птахів родини королазових (Climacteridae). Містить 5 видів.

## Поширення
Всі представники роду є ендеміками Австралії. Населяють різноманітні біотопи, де є дерева. Відсутні в Тасманії.

## Опис
Зовні вони схожі на євразійських підкоришників або дроздів. Це невеликі співочі птахи, завдовжки 14-19 см і вагою 17–44 г. Вони мають відносно довгі хвости, короткі ноги з міцними ступнями, кремезні тіла та довгі і злегка зігнуті дзьоби. Оперення коричневого, червонувато-коричневого або сірувато-коричневого забарвлення, на череві світліше. Королази погані літуни, їхній політ хвилеподібний та ковзаючий.
Від папуанського королаза (Cormobates) відрізняється:
- чорним дзьобом; у Cormobates він світлий.
- у самиць є червонувате забарвлення на грудях; у самиць Cormobates воно відсутне, але є на лиці.
- Climacteris відкладають рожеві яйця, а в Cormobates яйця світлішого, кремового кольору.

## Спосіб життя
Осілі птахи. Живляться комахами та іншими безхребетними, збираючи їх на стовбурах та гілках дерев. Гнізда будують у дуплах. Про пташенят піклуються обидва партнери. Інколи їм допомагають самці попереднього покоління, які не мають пари.

## Види
- Королаз білобровий (Climacteris affinis)
- Королаз рудобровий (Climacteris erythrops)
- Королаз північний (Climacteris melanurus)
- Королаз широкобровий (Climacteris picumnus)
- Королаз рудий (Climacteris rufus)